# Radical (Automarke)
Radical war eine brasilianische Automarke.

## Markengeschichte
Ein Unternehmen aus dem Bundesstaat Rio Grande do Norte stellte ab 1980 Automobile her. Luís Ricardo Mello, der vorher den Litoral produzierte, war daran beteiligt. Der Markenname lautete Radical. Im gleichen Jahr endete die Produktion.

## Fahrzeuge
Das einzige Modell war ein VW-Buggy. Auf ein Fahrgestell von Volkswagen do Brasil wurde eine offene türlose viersitzige Karosserie aus Fiberglas montiert. Hinter den vorderen Sitzen war eine Überrollvorrichtung. Ein luftgekühlter Vierzylinder-Boxermotor im Heck trieb die Hinterräder an.